# Antodice suturalis
Antodice suturalis är en skalbaggsart som beskrevs av Maria Helena M. Galileo och Martins 1992. Antodice suturalis ingår i släktet Antodice och familjen långhorningar. Inga underarter finns listade i Catalogue of Life.